# Fred Andrew Seaton
Frederick Andrew Seaton (ur. 11 grudnia 1909 w Waszyngtonie, zm. 16 stycznia 1974 w Minneapolis) – amerykański polityk.
W latach 1956–1961 Sekretarz Departamentu Zasobów Wewnętrznych Stanów Zjednoczonych w gabinecie prezydenta Dwighta Eisenhowera.